# 酒井香奈
酒井 香奈（さかい かな、1969年 - ）は、日本の画家。茨城県土浦市出身。

## 経歴
1988年、茨城県立土浦第二高等学校を卒業した。1992年、武蔵野美術大学造形学部油絵学科を卒業した。1994年、武蔵野美術大学大学院造形研究科美術専攻油絵学科を修了した。東京都内を中心に活動する。

## 活動記録
1999年
- 「αMプロジェクト」キュレーター: 藤枝晃雄 ギャラリーαm（東京）
- 「セゾンアートプログラム　ART-ING TOKYO 1999　21×21」セゾンアートプログラムギャラリー（東京）・ギャラリー檜（東京）

2001年
- 「筆触のポリティクスー＜絵画らしさ＞とは何か？小林康夫によるセゾン現代美術館コレクション展」
  - キュレーター：小林康夫　セゾン現代美術館　（軽井沢）

2009年
- 「表層の冒険者たち　谷川渥企画ーVol.3」ギャラリーいしだ（東京）

2023年
- 「TAKAHIDE KOIKE ／KANA SAKAI」 IKEDA GALLERY Tokyo（東京）
- 「六人の抽象画家たち―“サイズ”と“スケール”　Six Abstract Painters: The Artist’s “Size” and “Scale” 
  - キュレーター：大島徹也（多摩美術大学美術館長）GALERIE PARIS（神奈川）

その他、Gallery Aries、 ギャラリーなつか&Cross View Arts、かわかみ画廊、Gallery蚕室で開催する。